# STS-27
STS-27 — космический полёт MTKK «Атлантис» по программе «Спейс Шаттл» (27-й полёт программы, 3-й полёт для «Атлантиса» и второй полёт шаттла после гибели «Челленджера»). Полёт STS-27 был совершён в интересах Министерства обороны США.

## Экипаж
- (НАСА): Роберт Гибсон (3)[2] — командир;
- (НАСА): Гай Гарднер (1) — пилот;
- (НАСА): Ричард Маллейн (2) — специалист полёта-1;
- (НАСА): Джерри Линн Росс (2) — специалист полёта-2;
- (НАСА): Уильям Шеперд (1) — специалист полёта-3.

## Параметры полёта
- Грузоподъёмность — 14 500 кг;
- Наклонение орбиты — 57,0°;
- Период обращения — 93,4 мин;
- Перигей — 437 км;
- Апогей — 447 км.

## Особенности миссии
Миссией STS-27 был развернут разведывательный спутник Национального управления военно-космической разведки США — Lacrosse 1 (англ. Lacrosse 3000). Есть мнение, что во время полёта был совершён один выход в открытый космос (предположительно Россом и Шепердом). Однако детали такого выхода (если он был) до сих пор засекречены.
При посадке, Ричард Маллейн не занял своё место внизу, а остался на лётной палубе — сначала стоя, затем опустился на пол. Насколько известно, это не привело ни к санкциям, ни к проблемам со здоровьем. Этот момент можно так же разглядеть на итоговом фильме о миссии.

## Эмблема
Эмблема миссии STS-27 изображает стартующий навстречу радуге шаттл, что символизирует возвращение США к пилотируемым полётам. Семь звёзд, изображённых на эмблеме — это память о семерых погибших астронавтах миссии «Челленджера 51L». По свидетельствам Ричарда Маллейна (так как члены экипажа внесли свой вклад в разработку эмблемы), цвета радуги симвозилируют новое начало (возвращение к полётам) после катастрофы.